# Aurelianus Palmürában
Az Aurelianus Palmürában (olaszul Aureliano in Palmira) Gioachino Rossini kétfelvonásos operája. Szövegkönyvét Felice Romani írta gaetano Sertor librettója alapján, melyet 1789-ben írt Pasquale Anfossi számára. Ősbemutatójára 1813. december 26-án került sor a milánói La Scala operaházban.

## Szereplők
| Szereplő                         | Hangfekvés    |
| -------------------------------- | ------------- |
| Aurelianus, római császár        | tenor         |
| Arsace, Perzsia hercege          | férfi szoprán |
| Zenobia, Palmüra királynője      | szoprán       |
| Publia, Valerianus lánya         | mezzoszoprán  |
| Oraspe, generális                | tenor         |
| Licinius, tribün                 | basszus       |
| Papok, palmürai szüzek, katonák. |               |

## Cselekmény
Helyszín: Palmüra
Idő: 274

### Első felvonás
Zenobia királynő és szerelme Arsace, Ízisz templomában imádkoznak segítségért a közeledő római seregek ellen. Megérkezik a generális, aki tudatja velük, hogy Aurelianus serege Palmüra kapuihoz érkezett. Arsace felajánlja a perzsa hadsereg segítségét, ám egy drámai csata után, katonái vereséget szenvednek. A rómaiak győzelmüket ünneplik. Megérkezik a császár. Arsace büszkén vállalja szerelmét Zenobia iránt, akiért halálba menne. A városban Zenobia elrejti kincseit egy titkos szobában a palotája alatt és egy utolsó ellenállási kísérletre buzdítja katonáit. Fegyverszünetet kér Aurelianustól, valamint a palmürai foglyok szabadon engedését. Miután a császár elutasítja minden kérését, azt kéri, hogy még egyszer láthassa szerelmét. Aurelianus felajánlja Arsacénak a szabadságát, ha elhagyja szerelmét. Arsace visszautasítja, ezért halálra ítélik. A palmürai és római seregek az utolsó csatára készülnek.

### Második felvonás
Palmüra a római kezén van. Aurelianus belép Zenobia palotájába és felajánlja szerelmét a királynőnek, aki visszautasítja minden közeledését. Oraspénak sikerül kiszabadítania Arsacét, akivel az Eufrátesz partján tanyázó pásztorok között lelnek menedékre. Csatlakoznak hozzájuk egykori katonáik is, akiktől megtudják, hogy Zenobiát a császár fogva tartja. Arsace támadásra hívja katonáit, Palmüra felszabadításáért. Időközben Aurelianus felajánlja Zenobiának, hogy uralkodjanak közösen, ám a királynő ezt is visszautasítja. Az éjszaka leple alatt Zenobia kioson a palotából és találkozik Arsacéval, de a római katonák rajtuk ütnek és mindkettejüket börtönbe vetik, Aurelianust azonban lenyűgözi kettejük odaadó szerelme. Publia, aki titkon szerelmes Arsacéba, szabadulásáért esedezik. A palota dísztermében a palmürai papok és katonák gyülekeznek. Elővezetik a láncravert Arsacét és Zenobiát is. Aurelianus, akit továbbra is meghat a pár odaadó szerelme, szabadon engedi őket és felajánlja nekik a palmürai trón, ha elfogadják Róma fennhatóságát. Zenobia és Arsace ezt elfogadják és megköszönik Aurelianusnak nagylelkűségét.